# Europaspiele 2023/Teilnehmer (Österreich)
| Gelbes Symbol für Goldmedaillen mit stilisierten Olympischen Ringen | Graues Symbol für Silbermedaillen mit stilisierten Olympischen Ringen | Braundes Symbol für Bronzemedaillen mit stilisierten Olympischen Ringen |
| ------------------------------------------------------------------- | --------------------------------------------------------------------- | ----------------------------------------------------------------------- |
| 7                                                                   | 6                                                                     | 6                                                                       |

Österreich nahm in Krakau an den Europaspielen 2023 von 21. Juni bis 2. Juli mit 170 Athleten teil. Das Österreichische Olympische Comité (OÖC) erreichte bei der Großveranstaltung insgesamt 19 Medaillen – sieben Mal Gold, sechs Mal Silber und sechs Mal Bronze.

## Geschichte
Vom Österreichischen Olympischen Comité (ÖOC) wurden am 26. Mai 2023 171 österreichische Athleten in 25 von insgesamt 29 Sportarten nominiert. Das größte Team stellt die Leichtathletik. Ältestester Teilnehmer ist Sportschütze Richard Zechmeister (48), jüngste Teilnehmerin die Kletterin Anna Bolius (15).
Die offizielle Einkleidung erfolgte am 31. Mai und 1. Juni 2023 im Vienna Marriott Hotel.

## Medaillengewinner
| Name/n                                                                    | Sportart          | Wettkampf                                             |
| ------------------------------------------------------------------------- | ----------------- | ----------------------------------------------------- |
| Gold                                                                      |                   |                                                       |
| Bettina Plank                                                             | Karate            | Kumite Frauen, Klasse bis 50 kg                       |
| Lukas Knapp                                                               | Sportklettern     | Speed Männer                                          |
| Anna-Maria Alexandri und Eirini-Marina Alexandri                          | Synchronschwimmen | Duett techn. Programm                                 |
| Anna-Maria Alexandri und Eirini-Marina Alexandri                          | Synchronschwimmen | Duett freies Programm                                 |
| Jacqueline Seifriedsberger                                                | Skispringen       | Frauen Normalschanze                                  |
| Daniel Tschofenig                                                         | Skispringen       | Männer Normalschanze                                  |
| Marita Kramer, Jan Hörl, Jacqueline Seifriedsberger und Daniel Tschofenig | Skispringen       | Mixed Teamspringen                                    |
| Silber                                                                    |                   |                                                       |
| Mona Mitterwallner                                                        | Radsport          | Frauen Cross-Country                                  |
| Julia Hauser                                                              | Triathlon         | Frauen Einzel                                         |
| Sheileen Waibel und Andreas Thum                                          | Schießen          | 50 m Kleinkalibergewehr Dreistellungskampf Mannschaft |
| Jan Hörl                                                                  | Skispringen       | Männer Normalschanze                                  |
| Jan Hörl                                                                  | Skispringen       | Männer Großschanze                                    |
| Felix Oschmautz                                                           | Kanu              | K1 Cross                                              |
| Bronze                                                                    |                   |                                                       |
| Alexander Schmirl, Martin Strempfl und Andreas Thum                       | Schießen          | 10 m Luftgewehr Mannschaft                            |
| Mathias Posch                                                             | Sportklettern     | Vorstieg Männer                                       |
| Alexander Schmirl                                                         | Schießen          | 50 m Kleinkalibergewehr Dreistellungskampf            |
| Victoria Hudson                                                           | Leichtathletik    | Speerwurf, Frauen                                     |
| Marita Kramer                                                             | Skispringen       | Frauen Normalschanze                                  |
| Fouad Ambelj                                                              | Breaking          | Männer B-Boys                                         |

## Teilnehmer nach Sportart

### Badminton
- Serena Au Yeong
- Katharina Hochmeir
- Katrin Neudolt
- Philip Birker
- Luka Wraber

### 3×3-Basketball
| Wettbewerb    | Männer                                                          | Frauen                                                               |
| ------------- | --------------------------------------------------------------- | -------------------------------------------------------------------- |
| Athleten      | Nico Kaltenbrunner Filip Krämer Matthias Linortner Martin Trmal | Alexia Allesch Anja Fuchs-Robetin Rebekka Kalaydjiev Camilla Neumann |
| Gruppenphase  | Schweiz 21:16 Litauen 22:18 Rumänien 21:13                      | Rumänien 14:17 Griechenland 15:8 Deutschland 20:17                   |
| Viertelfinale | Belgien 20:21                                                   | Spanien 16:19                                                        |
| Halbfinale    | ausgeschieden                                                   | ausgeschieden                                                        |
| Finale        | ausgeschieden                                                   | ausgeschieden                                                        |
| Rang          | = 5                                                             | = 5                                                                  |

### Bogenschießen

#### Recurve
| Athleten          | Wettbewerb | Platzierungsrunde | Platzierungsrunde | 1. Runde (32er)   | 1. Runde (32er) | Achtelfinale   | Achtelfinale  | Viertelfinale | Viertelfinale | Halbfinale    | Halbfinale    | Finale        | Finale        | Rang |
| Athleten          | Wettbewerb | Ringe             | Rang              | Gegner            | Ergebnis        | Gegner         | Ergebnis      | Gegner        | Ergebnis      | Gegner        | Ergebnis      | Gegner        | Ergebnis      | Rang |
| ----------------- | ---------- | ----------------- | ----------------- | ----------------- | --------------- | -------------- | ------------- | ------------- | ------------- | ------------- | ------------- | ------------- | ------------- | ---- |
| Frauen            |            |                   |                   |                   |                 |                |               |               |               |               |               |               |               |      |
| Elisabeth Straka  | Einzel     | 647               | 20                | Emma Louise Davis | 6:0             | Audrey Adiceom | 2:6           | ausgeschieden | ausgeschieden | ausgeschieden | ausgeschieden | ausgeschieden | ausgeschieden | =9   |
| Männer            |            |                   |                   |                   |                 |                |               |               |               |               |               |               |               |      |
| Andreas Gstöttner | Einzel     | 625               | 44                | Dan Olaru         | 1:7             | ausgeschieden  | ausgeschieden | ausgeschieden | ausgeschieden | ausgeschieden | ausgeschieden | ausgeschieden | ausgeschieden | =17  |

### Boxen
- Esad Avdic
- Arsen Chabyan
- Ahmed Hagag (ursprünglich nominiert, krankheitsbedingt keine Teilnahme[18])

### Breaking
| Athleten               | Wettbewerb | Gruppenphase | Gruppenphase | Viertelfinale | Viertelfinale | Halbfinale | Halbfinale | Finale/Kampf um Platz 3 | Finale/Kampf um Platz 3 | Rang   |
| Athleten               | Wettbewerb | Gegner       | Ergebnis     | Gegner        | Ergebnis      | Gegner     | Ergebnis   | Gegner                  | Ergebnis                | Rang   |
| ---------------------- | ---------- | ------------ | ------------ | ------------- | ------------- | ---------- | ---------- | ----------------------- | ----------------------- | ------ |
| Männer                 |            |              |              |               |               |            |            |                         |                         |        |
| Lil Zoo (Fouad Ambelj) | B-Boys     | Cis          | 2:0          | Lagaet        | 2:0           | Menno      | 0:3        | Lee                     | 2:1                     | Bronze |
| Lil Zoo (Fouad Ambelj) | B-Boys     | Kuzya        | 2:0          | Lagaet        | 2:0           | Menno      | 0:3        | Lee                     | 2:1                     | Bronze |
| Lil Zoo (Fouad Ambelj) | B-Boys     | Xak          | 1:1          | Lagaet        | 2:0           | Menno      | 0:3        | Lee                     | 2:1                     | Bronze |

### Fechten
- Lilli Marija Brugger-Brandauer
- Freya-Anna Cenker
- Maria Kränkl
- Leonore Maria Praxmarer
- Olivia-Maria Wohlgemuth
- Alexander Maximilian Biro
- Maximilian Ettelt
- Moritz Lechner
- Josef Mahringer
- Johannes Poscharnig
- Tobias Reichetzer
- Jan Schuhmann

### Judo
- Elena Anna Dengg
- Verena Hiden
- Maria Sophia Höllwart
- Michaela Polleres
- Movli Borchashvilli
- Aaron Fara
- Samuel Gassner
- Lukas Reiter
- Thomas Scharfetter

### Kanu

#### Kanurennsport
| Athleten                         | Wettbewerb | Vorlauf      | Vorlauf | Vorlauf       | Halbfinale   | Halbfinale | Halbfinale    | Finale        | Finale        | Rang |
| Athleten                         | Wettbewerb | Zeit         | Rang    | Qualifikation | Zeit         | Rang       | Qualifikation | Zeit          | Rang          | Rang |
| -------------------------------- | ---------- | ------------ | ------- | ------------- | ------------ | ---------- | ------------- | ------------- | ------------- | ---- |
| Frauen                           |            |              |         |               |              |            |               |               |               |      |
| Adriana Lehaci Ana-Roxana Lehaci | K2 500 m   | 1:46,964 min | 6       | Halbfinale    | 1:47,502 min | 7          | ausgeschieden | ausgeschieden | ausgeschieden | 12   |
| Männer                           |            |              |         |               |              |            |               |               |               |      |
| Timon Maurer                     | K1 500 m   | 1:41,211 min | 2       | Halbfinale    | 1:39,922 min | 2          | A-Finale      | 1:38,584 min  | 6             | 6    |
| Manfred Pallinger                | C1 200 m   | 41,584 s     | 8       | Halbfinale    | 44,010 s     | 9          | ausgeschieden | ausgeschieden | ausgeschieden | 15   |
| Manfred Pallinger                | C1 500 m   | 1:56,671 min | 8       | Halbfinale    | 1:53,985 min | 7          | ausgeschieden | ausgeschieden | ausgeschieden | 13   |

#### Kanuslalom
- Corinna Kuhnle
- Viktoria Wolffhardt
- Mario Leitner
- Felix Oschmautz
- Paul Preisl

### Karate
| Athleten      | Wettbewerb | Ausscheidungsrunde | Ausscheidungsrunde | Halbfinale    | Halbfinale | Finale           | Finale   | Rang |
| Athleten      | Wettbewerb | Gegner             | Ergebnis           | Gegner        | Ergebnis   | Gegner           | Ergebnis | Rang |
| ------------- | ---------- | ------------------ | ------------------ | ------------- | ---------- | ---------------- | -------- | ---- |
| Frauen        |            |                    |                    |               |            |                  |          |      |
| Bettina Plank | bis 50 kg  | Marita Depta       | 5:1                | Serap Özcelik | 5:3        | Erminia Perfetto | 1:0      | Gold |
| Bettina Plank | bis 50 kg  | Kateryna Krywa     | 4:1                | Serap Özcelik | 5:3        | Erminia Perfetto | 1:0      | Gold |
| Bettina Plank | bis 50 kg  | Iren Kontou        | 1:0                | Serap Özcelik | 5:3        | Erminia Perfetto | 1:0      | Gold |

### Kickboxen
- Nurhana Fazlic
- Viktoria Hader
- Lisa Heim
- Marco Masser
- Raphael Wassertheurer

### Leichtathletik
| Team       | Wettbewerb  | Wettbewerb | Punkte | Punkte | Punkte | Punkte | Punkte | Punkte | Punkte     | Punkte    | Punkte    | Punkte      | Punkte           | Punkte      | Punkte    | Punkte     | Punkte     | Punkte         | Punkte     | Punkte     | Punkte     | Punkte | Rang |
| Team       | Wettbewerb  | Wettbewerb | 100 m  | 200 m  | 400 m  | 800 m  | 1500 m | 5000 m | 110 m Hü.* | 400 m Hü. | 4 × 100 m | 4 × 400 m** | 3000 m Hindernis | Kugelstoßen | Speerwurf | Hammerwurf | Diskuswurf | Stabhochsprung | Hochsprung | Dreisprung | Weitsprung | Gesamt | Rang |
| ---------- | ----------- | ---------- | ------ | ------ | ------ | ------ | ------ | ------ | ---------- | --------- | --------- | ----------- | ---------------- | ----------- | --------- | ---------- | ---------- | -------------- | ---------- | ---------- | ---------- | ------ | ---- |
| Osterreich | 3. Division | Männer     | 15     | 13     | 14     | 12     | 15     | 14     | 13         | 14        | 0         | 14          | 13               | 7           | 14        | 12         | 15         | 15             | 14         | 12         | 11         | 473,50 | 2    |
| Osterreich | 3. Division | Frauen     | 15     | 15     | 13     | 13     | 12     | 12     | 14         | 15        | 15        | 14          | 12               | 11          | 15        | 13         | 14         | 14             | 11,50      | 10         | 12         | 473,50 | 2    |

* Die Frauen treten über 100 m Hürden, statt 110 m Hürden an.
** Die 4 × 400 m sind ein Mixed-Wettkampf.

#### Einzelresultate
| Wettbewerb       | Männer                                                         | Männer       | Männer | Männer      | Männer                                                           | Frauen          | Frauen | Frauen      |
| Wettbewerb       | Athlet                                                         | Ergebnis     | Rang   | Gesamt Rang | Athletin                                                         | Ergebnis        | Rang   | Gesamt Rang |
| ---------------- | -------------------------------------------------------------- | ------------ | ------ | ----------- | ---------------------------------------------------------------- | --------------- | ------ | ----------- |
| 100 m            | Markus Fuchs                                                   | 10,36 s      | 1      | 13          | Magdalena Lindner                                                | 11,57 s         | 1      | 21          |
| 200 m            | Markus Fuchs                                                   | 20,99 s      | 3      | 16          | Susanne Gogl-Walli                                               | 23,09 s PB      | 1      | 07          |
| 400 m            | Niklas Strohmayer-Dangl                                        | 46,64 s PB   | 2      | 22          | Anna Mager                                                       | 54,26 s PB      | 3      | 30          |
| 800 m            | Elias Lachkovics                                               | 1:52,00 min  | 4      | 33          | Caroline Bredlinger                                              | 2:04,78 min PB  | 3      | 26          |
| 1500 m           | Raphael Pallitsch                                              | 3:42,52 min  | 1      | 15          | Sandra Schauer                                                   | 4:31,96 s       | 4      | 33          |
| 5000 m           | Andreas Vojta                                                  | 14:17,02 min | 2      | 26          | Sandra Schauer                                                   | 17:28,65 min SB | 4      | 33          |
| 110/100 m Hürden | Jan Mitsche                                                    | 15,12 s SB   | 3      | 33          | Karin Strametz                                                   | 13,25 s =PB     | 2      | 14          |
| 400 m Hürden     | Leo Köhldorfer                                                 | 50,70 s      | 2      | 17          | Lena Pressler                                                    | 57,02 s         | 1      | 15          |
| 3000 m Hindernis | Tobias Rattinger                                               | 8:53,59 min  | 3      | 19          | Katharina Pesendorfer                                            | 10:33,55 min    | 4      | 28          |
| 4 × 100 m        | Andreas Meyer-Lux Lukas Pullnig Stephan Pacher Noel Waroschitz | DSQ          | DSQ    | DSQ         | Karin Strametz Susanne Gogl-Walli Isabel Posch Magdalena Lindner | 44,18 s NR      | 1      | 12          |
| Kugelstoßen      | Will Dibo                                                      | 14,30 m      | 9      | 41          | Sarah Lagger                                                     | 13,43 m         | 5      | 32          |
| Speerwurf        | Matthias Lasch                                                 | 65,24 m SB   | 2      | 31          | Victoria Hudson                                                  | 60,27 m         | 1      | Bronze      |
| Hammerwurf       | Kilian Moser                                                   | 56,42 m      | 4      | 32          | Bettina Weber                                                    | 59,09 m         | 3      | 26          |
| Diskuswurf       | Lukas Weißhaidinger                                            | 62,12 m      | 1      | 07          | Djeneba Touré                                                    | 53,12 m SB      | 2      | 14          |
| Stabhochsprung   | Alexander Auer                                                 | 5,10 m SB    | 1      | 20          | Shanna Tureczek                                                  | 3,60 m          | 2      | 26          |
| Hochsprung       | Lionel Afan Strasser                                           | 2,11 m       | 2      | 22          | Sarah Lagger                                                     | 1,70 m          | 4      | 34          |
| Dreisprung       | Endiorass Kingley                                              | 15,38 m      | 4      | 20          | Jana Schnabel                                                    | 12,42 m SB      | 6      | 34          |
| Weitsprung       | Samuel Szihn                                                   | 7,35 m       | 5      | 27          | Ingeborg Grünwald                                                | 5,92 m          | 4      | 31          |

| Wettbewerb | Mixed                                                            | Mixed          | Mixed | Mixed       |
| Wettbewerb | Athleten                                                         | Ergebnis       | Rang  | Gesamt Rang |
| ---------- | ---------------------------------------------------------------- | -------------- | ----- | ----------- |
| 4 × 400 m  | Alessandro Greco Lena Pressler Leo Köhldorfer Susanne Gogl-Walli | 3:22,46 min SB | 2     | 25          |

Ersatz: Kevin Kamenschak, Lena Millonig, Chiara-Belinda Schuler, Laurenz Waldbauer, Andreas Wolf

### Moderner Fünfkampf
- Lisa Sophie Axmann
- Gustav Paul Gustenau

### Muay Thai
- Rebecca Hödl

### Padel
| Athleten                                       | Wettbewerb | 1. Runde                           | 1. Runde | Achtelfinale  | Achtelfinale  | Viertelfinale | Viertelfinale | Halbfinale    | Halbfinale    | Finale        | Finale        | Rang |
| Athleten                                       | Wettbewerb | Gegner                             | Erg.     | Gegner        | Erg.          | Gegner        | Erg.          | Gegner        | Erg.          | Gegner        | Erg.          | Rang |
| ---------------------------------------------- | ---------- | ---------------------------------- | -------- | ------------- | ------------- | ------------- | ------------- | ------------- | ------------- | ------------- | ------------- | ---- |
| Frauen                                         |            |                                    |          |               |               |               |               |               |               |               |               |      |
| Barbara Prenner Anna Schmid                    | Doppel     | Roksana Łukasiak Barbara Maciocha  | 0:2      | ausgeschieden | ausgeschieden | ausgeschieden | ausgeschieden | ausgeschieden | ausgeschieden | ausgeschieden | ausgeschieden | =17  |
| Rebeca Fernandez Sabrina Urban                 | Doppel     | Karin Hechenberger Larissa Meyer   | 0:2      | ausgeschieden | ausgeschieden | ausgeschieden | ausgeschieden | ausgeschieden | ausgeschieden | ausgeschieden | ausgeschieden | =17  |
| Männer                                         |            |                                    |          |               |               |               |               |               |               |               |               |      |
| Dominik Bierent Michal-Krzysztof Brzuszkiewicz | Doppel     | Alfonso Fazendeiro Miguel Oliveira | 0:2      | ausgeschieden | ausgeschieden | ausgeschieden | ausgeschieden | ausgeschieden | ausgeschieden | ausgeschieden | ausgeschieden | =17  |
| Rainhard Boisits Hannes Pilser                 | Doppel     | Nuno Deus Miguel Deus              | 0:2      | ausgeschieden | ausgeschieden | ausgeschieden | ausgeschieden | ausgeschieden | ausgeschieden | ausgeschieden | ausgeschieden | =17  |

### Mountainbike
| Athleten           | Wettbewerb    | Zeit      | Rang   |
| ------------------ | ------------- | --------- | ------ |
| Frauen             |               |           |        |
| Corina Druml       | Cross-Country | LAP       | LAP    |
| Mona Mitterwallner | Cross-Country | 1:18:52 h | Silber |
| Laura Stigger      | Cross-Country | 1:20:37 h | 8      |
| Männer             |               |           |        |
| Maximilian Foidl   | Cross-Country | 1:22:12 h | 20     |
| Karl Markt         | Cross-Country | 1:24:11 h | 37     |
| Gregor Raggl       | Cross-Country | 1:27:20 h | 45     |

### Synchronschwimmen
- Anna-Maria Alexandri
- Eirini-Marina Alexandri

### Skispringen
| Athleten                                                            | Wettbewerb    | 1. Durchgang                                    | 1. Durchgang | 1. Durchgang | 2. Durchgang                                    | 2. Durchgang | 2. Durchgang | Gesamt | Gesamt |
| Athleten                                                            | Wettbewerb    | Weite                                           | Punkte       | Rang         | Weite                                           | Punkte       | Rang         | Punkte | Rang   |
| ------------------------------------------------------------------- | ------------- | ----------------------------------------------- | ------------ | ------------ | ----------------------------------------------- | ------------ | ------------ | ------ | ------ |
| Frauen                                                              |               |                                                 |              |              |                                                 |              |              |        |        |
| Marita Kramer                                                       | Normalschanze | 100,0 m                                         | 124,3        | 03           | 093,5 m                                         | 118,3        | 06           | 242,6  | Bronze |
| Marita Kramer                                                       | Großschanze   | 129,0 m                                         | 111,9        | 07           | 124,0 m                                         | 110,2        | 08           | 222,1  | 08     |
| Chiara Kreuzer                                                      | Normalschanze | 091,0 m                                         | 112,2        | 09           | 097,0 m                                         | 121,8        | 04           | 234,0  | 06     |
| Chiara Kreuzer                                                      | Großschanze   | 128,5 m                                         | 117,9        | 03           | 123,5 m                                         | 119,7        | 05           | 237,6  | 05     |
| Julia Mühlbacher                                                    | Normalschanze | 085,5 m                                         | 103,8        | 12           | 090,0 m                                         | 107,8        | 12           | 211,6  | 13     |
| Julia Mühlbacher                                                    | Großschanze   | 119,0 m                                         | 093,8        | 13           | 124,0 m                                         | 103,0        | 11           | 196,8  | 12     |
| Jacqueline Seifriedsberger                                          | Normalschanze | 099,0 m                                         | 133,7        | 01           | 098,5 m                                         | 128,9        | 02           | 262,6  | Gold   |
| Jacqueline Seifriedsberger                                          | Großschanze   | 128,0 m                                         | 113,5        | 05           | 130,0 m                                         | 127,4        | 03           | 240,9  | 04     |
| Hannah Wiegele                                                      | Normalschanze | 079,5 m                                         | 091,0        | 20           | 091,0 m                                         | 106,3        | 15           | 197,3  | 17     |
| Hannah Wiegele                                                      | Großschanze   | 111,0 m                                         | 80,3         | 19           | 110,0 m                                         | 75,1         | 24           | 155,4  | 21     |
| Männer                                                              |               |                                                 |              |              |                                                 |              |              |        |        |
| Manuel Fettner                                                      | Normalschanze | 092,0 m                                         | 112,4        | 21           | 098,0 m                                         | 118,5        | 16           | 230,9  | 18     |
| Manuel Fettner                                                      | Großschanze   | 127,0 m                                         | 122,2        | 16           | 123,0 m                                         | 115,0        | 19           | 237,2  | 15     |
| Jan Hörl                                                            | Normalschanze | 101,0 m                                         | 128,4        | 03           | 104,5 m                                         | 134,3        | 01           | 262,7  | Silber |
| Jan Hörl                                                            | Großschanze   | 140,0 m                                         | 140,5        | 01           | 130,0 m                                         | 132,5        | 05           | 273,0  | Silber |
| Markus Müller                                                       | Normalschanze | 099,0 m                                         | 115,8        | 18           | 099,0 m                                         | 120,2        | 13           | 236,0  | 14     |
| Markus Müller                                                       | Großschanze   | 118,0 m                                         | 106,5        | 33           | DNQ                                             | DNQ          | DNQ          | 106,5  | 33     |
| Daniel Tschofenig                                                   | Normalschanze | 104,0 m                                         | 136,0        | 01           | 104,5 m                                         | 134,3        | 01           | 270,3  | Gold   |
| Daniel Tschofenig                                                   | Großschanze   | 130,5 m                                         | 130,7        | 08           | 134,0 m                                         | 136,2        | 02           | 266,9  | 04     |
| Mixed                                                               |               |                                                 |              |              |                                                 |              |              |        |        |
| Marita Kramer Jan Hörl Jacqueline Seifriedsberger Daniel Tschofenig | Normalschanze | 098,0 m (2) 102,5 m (1) 095,5 m (1) 098,0 m (3) | 468,3        | 1            | 096,5 m (2) 106,0 m (1) 099,5 m (3) 104,0 m (1) | 471,0        | 1            | 939,3  | Gold   |

### Sportklettern
- Anna Bolius
- Eva Maria Hammelmüller
- Lea Kempf
- Mattea Pötzi
- Kevin Amon
- Lukas Knapp
- Jan-Luca Posch
- Mathias Posch
- Timo Užnik
- Julian Josef Wimmer

### Schießen
- Marlene Pribitzer
- Sylvia Maria Steiner
- Nadine Ungerank
- Sheileen Waibel
- Daniel Kral
- Alexander Schmirl
- Martin Strempfl
- Andreas Thum
- Richard Zechmeister

### Taekwondo
- Marlene Jahl
- Melanie Kindl
- Aleksandar Radojkovic

### Teqball
- Andrea Sommer
- Nina Steinbauer
- Benedikt Hofmann-Wellenhof
- Daniel Neuhold

### Tischtennis
- Jia Liu
- Karoline Mischek
- Sofia Polcanova
- Anastasia Sterner
- Robert Gardos
- Daniel Habesohn

### Triathlon
- Therese Feuersinger
- Julia Hauser
- Lisa Perterer
- Alois Knabl
- Leon Pauger
- Lukas Pertl

### Wasserspringen
- Cara Albiez
- Alexander Mario Hart
- Anton Knoll
- Dariush Lotfi
- Nikolaj Schaller